# Lombard-Pápa TFC
Lombard-Pápa TFC is een Hongaarse voetbalclub uit Pápa.

## Geschiedenis
De club werd in 1995 opgericht als Papai ELC. In 2004 verplaatste sponsor Lombard -als houder van de licentie- de profafdeling van Szombáthelyi Haládas naar Pápa en nam de club vanaf het seizoen 2004/05 als Lombard-Pápa TFC aan de competitie deel. In 2005 speelde de club in de Intertoto Cup. In 2006 degradeerde de club uit de eerste liga maar keerde daarin terug van 2009 tot 2015. 
In 2015 werd de proflicentie vanwege financiële problemen aan Lombard-Pápa ontnomen. De club ging vanaf het seizoen 2015/16 op het vierde niveau verder onder de naam Pápai Perutz FC.

## Eindklasseringen vanaf 1997
| 15 |

| 13 |

| 2 |

| 1 |

| 4 |

| 8 |

| 8 |

| 10 |

| 14 |

| 16 |

| 5 |

| 4 |

| 2 |

| 11 |

| 13 |

| 14 |

| 14 |

| 12 |

| 16 |

| 3 |

| 1 |

| 7 |

| 8 |

| 5 |

| 14 |

| 7 |

| 2 |

| 3 |

| NB I | NB II | NB III | Megyei I |

## In Europa
#R = #ronde, T/U = Thuis/Uit, W = Wedstrijd, PUC = punten UEFA coëfficiënten .
Uitslagen vanuit gezichtspunt Lombard-Pápa TFC
| Seizoen | Competitie    | Ronde | Land             | Club         | Totaalscore | 1e W    | 2e W    | PUC |
| ------- | ------------- | ----- | ---------------- | ------------ | ----------- | ------- | ------- | --- |
| 2005    | Intertoto Cup | 1R    | Vlag van Georgië | WIT Georgia  | 3-1         | 2-1 (T) | 1-0 (U) | 0.0 |
|         |               | 2R    | Vlag van Zweden  | IFK Göteborg | 2-4         | 2-3 (T) | 0-1 (U) | 0.0 |